# Macropsylla hercules
Macropsylla hercules är en loppart som beskrevs av Rothschild 1905. Macropsylla hercules ingår i släktet Macropsylla och familjen Macropsyllidae. Inga underarter finns listade i Catalogue of Life.